# Muhamed Bekir Kalajdžić
Muhamed Bekir Kalajdžić (Mostar, 22. listopada 1892. – Sarajevo, 10. rujna 1963.), bosanskohercegovački je književnik i nakladnik, koji je kao tinejdžer osnovao časopis Biser, a potom i prvu bošnjačku nakladničku kuću, Muslimanska knjižnica.

## Životopis
Muhamed Bekir Kalajdžić je rođen u gradu Mostaru, gdje je odrastao. U rodnom mjestu je završio mekteb i dvije godine trgovačke škole. Nakon što je izbačen iz škole zbog lošeg ponašanja, Kalajdžić je kupio tiskaru i počeo radio na otvaranju knjižare, s ciljem prikupljanja i očuvanja bošnjačkih, turskih i arapskih književnih djela.
Muhamed Bekir Kalajdžić je u Mostaru živio sa skupinom mladih bošnjačkih pisaca; Abdurezak Hivzi Bjelevac, Husein Dubravić, Salih-beg Bakamović, Mirhab Karišiković, Omer Balić i Muhamed Behlilović. Uz njihovu pomoć, Kalajdžić je 1. prosinca 1911. godine je u Mostaru s podružnicom u Trebinju osnovao prvu bošnjačku knjižaru i tiskaru. Ova skupina književnika je bila snažan sustav podrške Kalajdžiću kao izdavaču i mladom vlasniku trgovine. Dana 1. lipnja 1912. Kalajdžić je pokrenuo časopis Biser. Ovaj časopis se prvo tiskao kao mjesečnik, a 1913. i u dvomjesečnom obliku. Časopis je trebao biti nepolitička zamjena za propali politički časopis Behar. Jedan od najvažnijih poteza u Kalajdžićevom nakladničkom i uredničkom radu bilo je zapošljavanje pjesnika Muse Ćazima Ćatića koji je pisao poeziju i eseje za Biser, ali je dao i doprinos prijevodima brojnih turskih i arapskih studija i knjiga za Muslimansku knjižnicu koju je Kalajdžić osnovao. Glavna tema ovih publikacija bio je islam i bošnjačka kultura, ali i djela iz književnosti, didaktike i udžbenika.
Prvi svjetski rat prekinuo je rat Bisera posao od 1914. do 1918., kada je Kalajdžić ponovo počeo izdavati časopis, ali je vrlo brzo ponovo ugašen.

## Vanjske poveznice
- Muhamed Bekir Kalajdžić (1892.-1963.)  Arhivirana inačica izvorne stranice od 3. srpnja 2017. (Wayback Machine)